# Splendor in the Grass
Splendor in the Grass (prt: Esplendor na Relva; bra: Clamor do Sexo) é um filme estadunidense de 1961, do gênero drama romântico, dirigido por Elia Kazan.

## Sinopse
Bud e Deanie são um casal de estudantes que vivem no Kansas, no final da década de 1920. Apaixonados, eles sofrem resistência em razão da repressão sexual da sociedade da época. A quebra da Bolsa de Nova York, em 1929, atinge suas famílias, tornando ainda mais difícil o romance.

## Elenco
- Natalie Wood .... Wilma Dean 'Deanie' Loomis
- Warren Beatty .... Bud Stamper
- Pat Hingle .... Ace Stamper
- Audrey Christie .... sra. Loomis
- Barbara Loden .... Ginny Stamper
- Zohra Lampert .... Angelina
- Fred Stewart .... Del Loomis
- Joanna Roos .... sra. Stamper
- John McGovern ....Doc Smiley
- Jan Norris .... Juanita Howard
- Martine Bartlett .... srta. Metcalf
- Sandy Dennis .... Kay

## Principais prêmios e indicações
Oscar 1962 (EUA)
- Venceu - Melhor roteiro original[3]

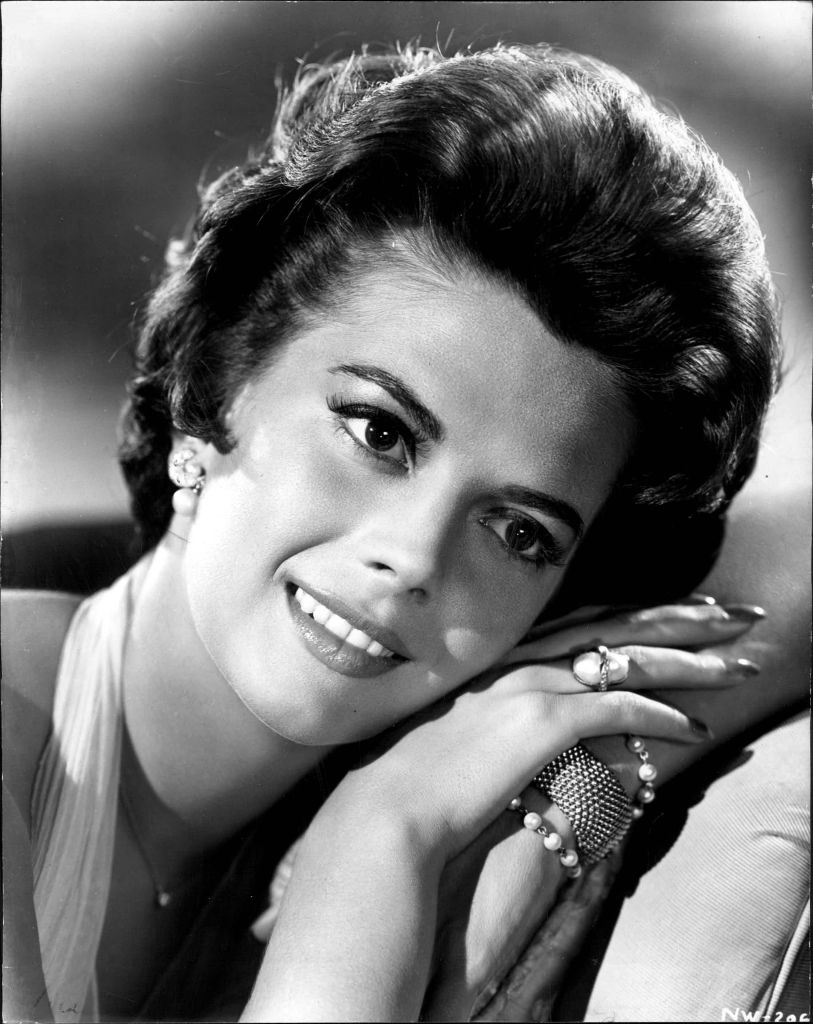
Natalie Wood, indicada ao Oscar e ao Globo de Ouro

- Indicado - Melhor atriz (Natalie Wood)[3]

BAFTA 1963 (Reino Unido)
- Indicado - melhor atriz estrangeira (Natalie Wood)[4]

Globo de Ouro 1962 (EUA)
- Indicado
  - Melhor filme - drama[5]
  - Melhor ator - drama (Warren Beatty)[5]
  - Melhor atriz - drama (Natalie Wood)[5]